# Cohen Live
Cohen Live – drugi album koncertowy Leonarda Cohena, wydany w 1994. Utwory były nagrywane podczas występów na żywo w latach 1988 i 1993.

## Lista utworów
1. "Dance Me to the End of Love" – 6:10 (Toronto, 17 czerwca 1993)
2. "Bird on a Wire" – 6:53 (Toronto, 17 czerwca 1993)
3. "Everybody Knows" – 6:08 (Vancouver, 29 czerwca 1993)
4. "Joan of Arc" – 6:13 (Toronto, 17 czerwca 1993)
5. "There Is a War" – 4:46 (Toronto, 17 czerwca 1993)
6. "Sisters of Mercy" – 6:15 (Toronto, 18 czerwca 1993)
7. "Hallelujah" – 6:54 (Austin, 31 października 1988)
8. "I'm Your Man" – 5:29 (Toronto, 17 czerwca 1993)
9. "Who by Fire?" – 5:09 (Austin, 31 października 1988)
10. "One of Us Cannot Be Wrong" – 5:20 (San Sebastian, 20 maja 1988)
11. "If It Be Your Will" – 3:18 (Austin, 31 października 1988)
12. "Heart with No Companion" – 4:50 (Amsterdam, 19 kwietnia 1988)
13. "Suzanne" – 4:18 (Vancouver, 29 czerwca 1993)

## Twórcy
- Leonard Cohen: wokal, gitara, syntezator
- Perla Batalla: wokal
- Julie Christensen: wokal
- Jorge Calderon: bas, wokal
- Bob Metzger: gitara
- Stephen Zirkel: bas, trąbka, syntezator
- Bill Ginn: syntezator
- Tom McMorran: syntezator
- Paul Ostermayer: syntezator, saksofon
- Bob Furgo: skrzypce, syntezator
- John Bilezikjian: lutnia
- Steve Meador: perkusja